# Diecezja Moosonee
Diecezja Moosonee – historyczna diecezja rzymskokatolicka w Kanadzie. Została erygowana w 1938 jako wikariat Zatoki Jamesa. W 1967 podniesiona do rangi diecezji. Została zniesiona 3 grudnia 2018. 

## Biskupi diecezjalni
- Joseph Marie Henri Belleau, O.M.I. † (1939–1964)
- Jules Leguerrier, O.M.I. † (1964–1991)
- Vincent Cadieux, O.M.I., (1991–2016)
  - Robert Bourgon, (2016–2018) – administrator apostolski